# Вајмар (Тексас)
Вајмар (енгл. Weimar) град је у америчкој савезној држави Тексас. По попису становништва из 2010. у њему је живело 2.151 становника.

## Демографија
Према попису становништва из 2010. у граду је живело 2.151 становника, што је 170 (8,6%) становника више него 2000. године.
| Група             | 2000.         | 2010.         |
| Белци             | 1.231 (62,1%) | 1.166 (54,2%) |
| Афроамериканци    | 431 (21,8%)   | 398 (18,5%)   |
| Азијати           | 18 (0,9%)     | 13 (0,6%)     |
| Хиспаноамериканци | 292 (14,7%)   | 565 (26,3%)   |
| Укупно            | 1.981         | 2.151         |